# Real Sociedad de Tailandia
La Real Sociedad (en tailandés: ราชบัณฑิตยสภา, RTGS: Ratchabandittayasapha, AFI: [râːt.t͡ɕʰā.bān.dìt.tā.já.sā.pʰāː]) es la academia nacional de Tailandia a cargo de los trabajos académicos del gobierno.
La secretaría de la Sociedad es la Oficina de la Real Sociedad (en tailandés: สํานักงานราชบัณฑิตยสภา), antes conocida como Real Instituto (en tailandés: ราชบัณฑิตยสถาน). La Oficina está baja la autoridad directa del primer ministro y no forma parte de ninguna otra agencia gubernamental.
En Tailandia, la Sociedad y su secretaría son principalmente conocidas por sus papeles oficiales en la planificación y la regulación del idioma tailandés, así como sus numerosas publicaciones, en particular el Diccionario del Real Instituto, diccionario oficial y prescriptiva del mismo idioma; el Real Sistema General Tailandés de Transcripción, sistema oficial para transcribir palabras tailandesas al alfabeto latino; y los principios de transliteración de los extranjerismos al alfabeto tailandés.

## Localización

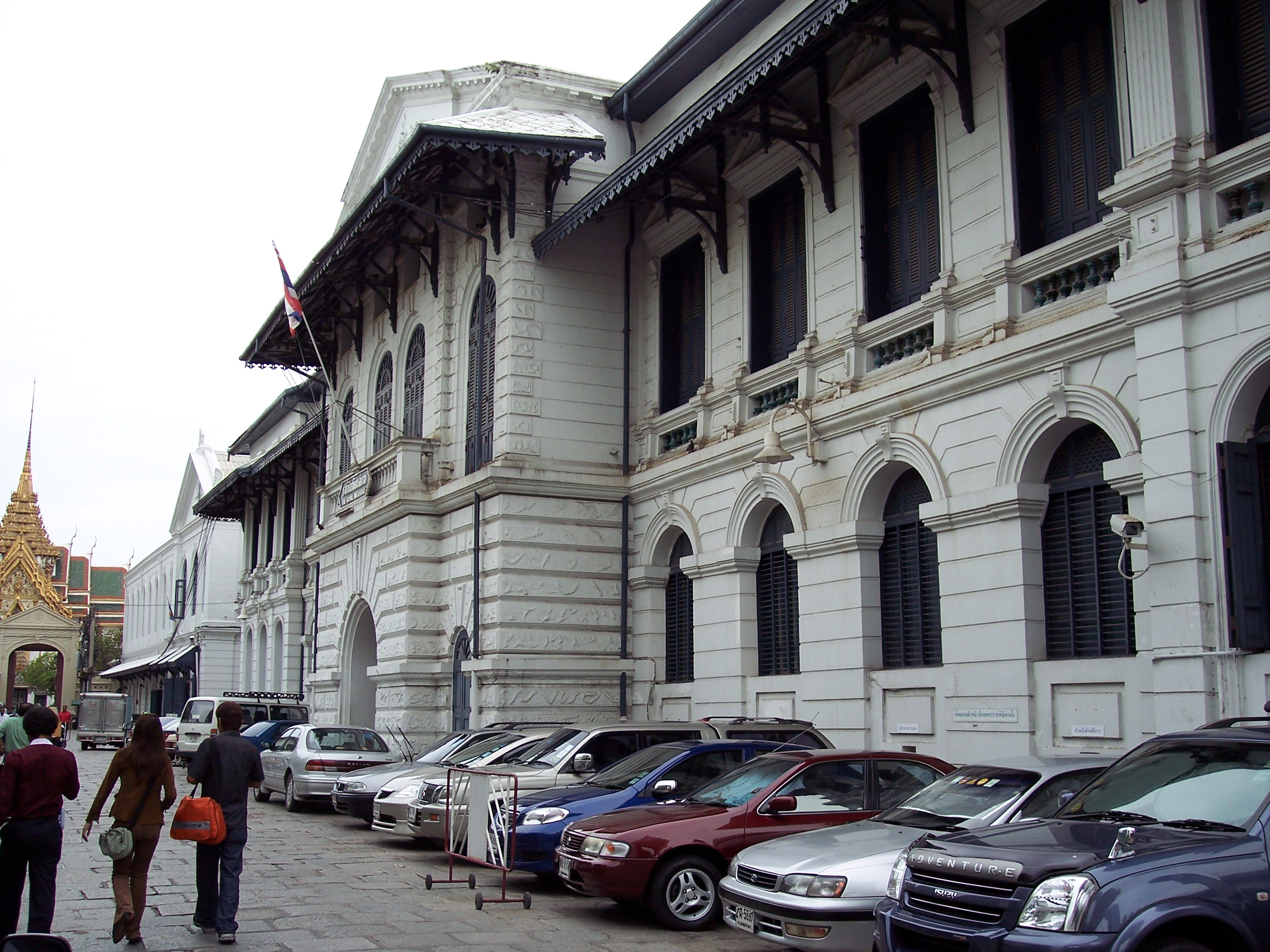
El antiguo edificio de la Real Sociedad, en el Gran Palacio de Bangkok.

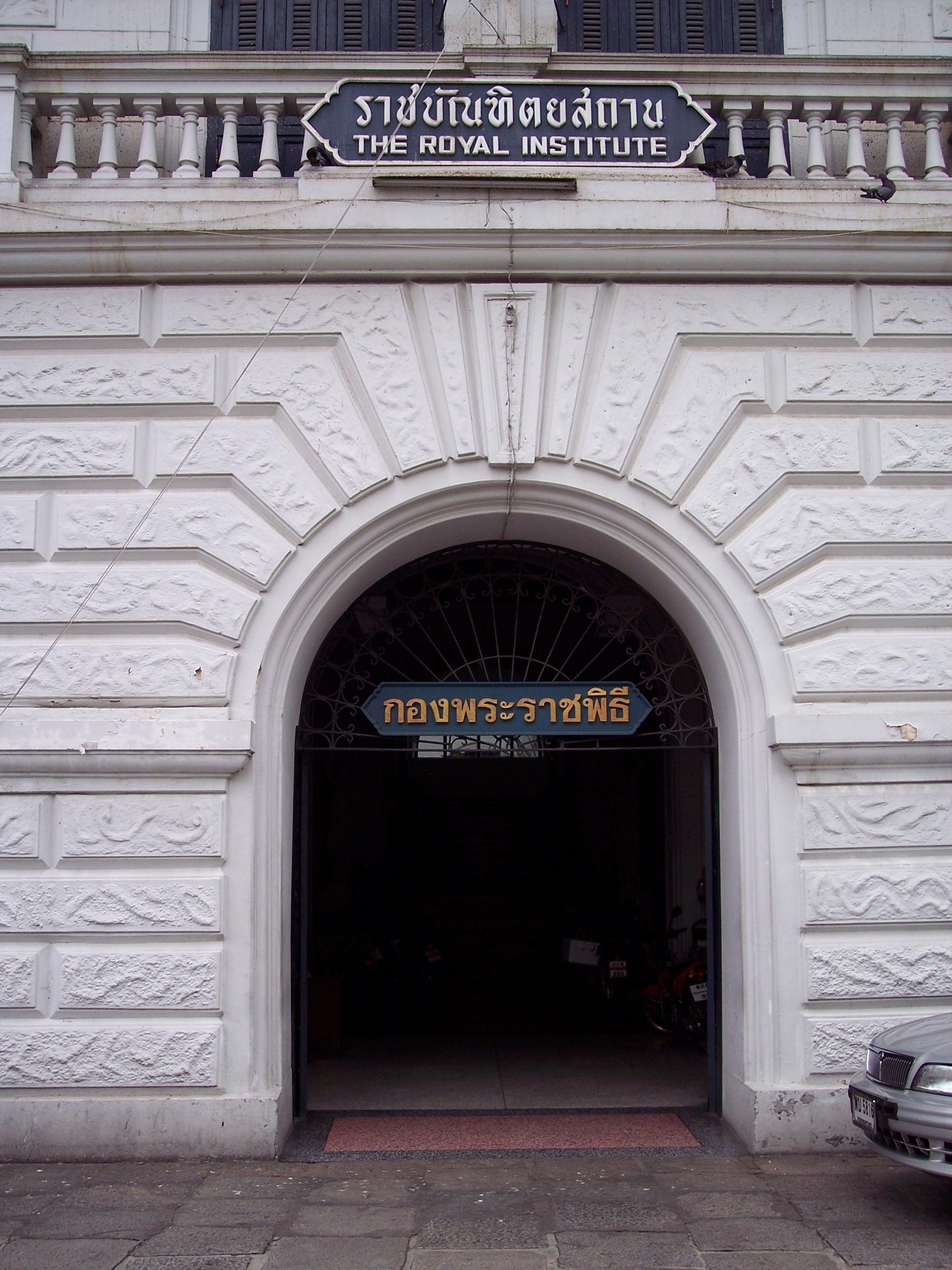
Entrada de la anterior sede de la Sociedad.

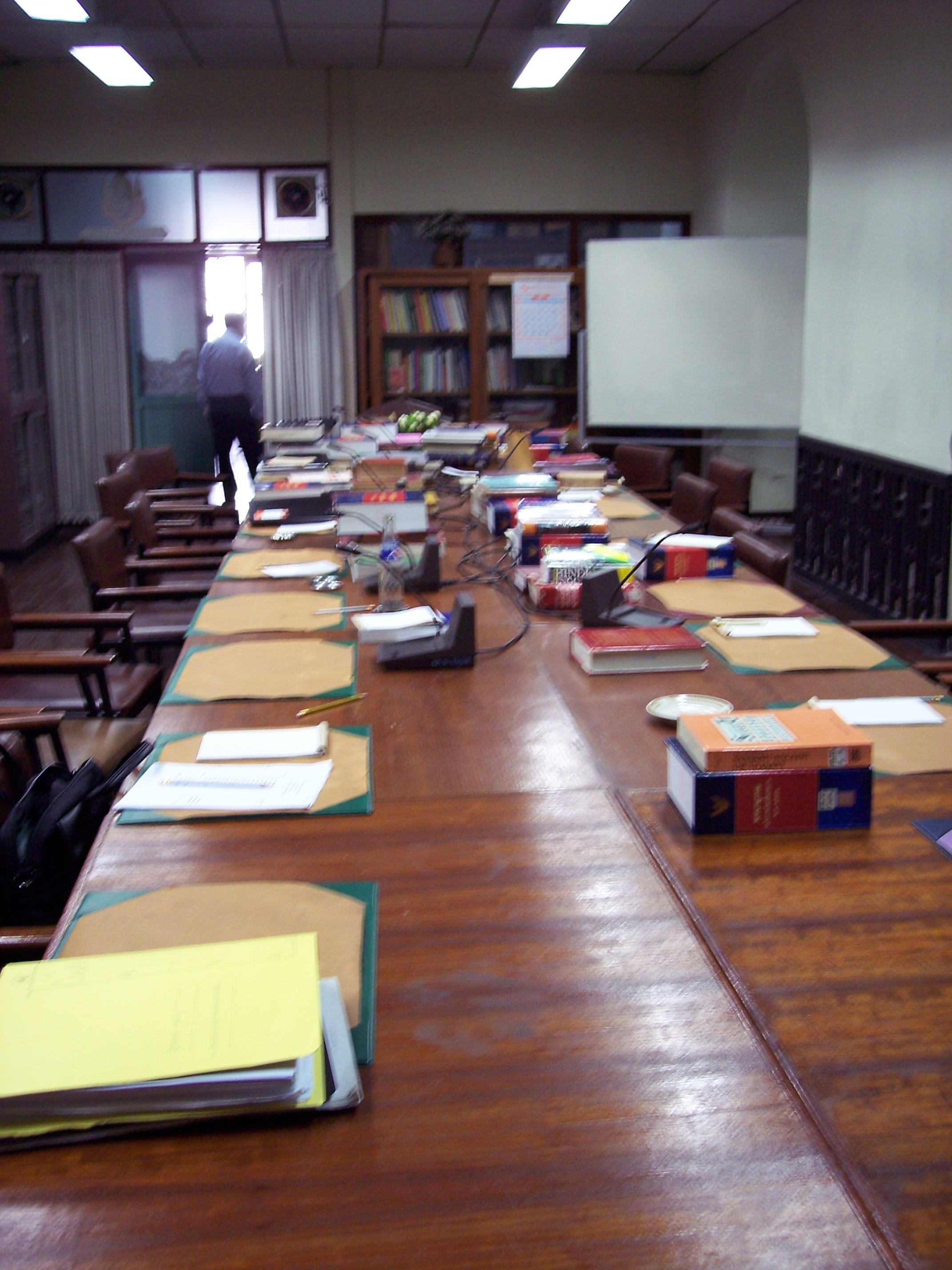
Una sala de reuniones de la Oficina de la Sociedad (entonces el Instituto) mientras se realiza una reunión del comité de revisión del diccionario.

Desde el 21 de agosto de 2006, la Sociedad se trasladó a las oficinas de Sanam Suea Pa, cerca de la Plaza Real en Bangkok. Antes se ubicaba en un complejo del Gran Palacio Real en esa misma ciudad.

## Historia
El 19 de abril de 1926, la anterior Real Sociedad (literalmente: Consejo de los eruditos reales) fue fundada por el rey Prajadhipok. La Sociedad se disolvió más tarde el 31 de marzo de 1934, y sus divisiones se incorporaron a dos nuevas agencias. Las divisiones académicas se convirtió en el Real Instituto (en tailandés: ราชบัณฑิตยสถาน) y las divisiones arqueológicas se convirtió en el Departamento de Bellas Artes.
El 14 de febrero de 2015, el Real Decreto Legislativo de la Real Sociedad, el año 2558 de la era budista, entró en vigor y reorganizó el Real Instituto. Según este decreto, el consejo administrativo del Instituto, entonces conocido como Consejo de Miembros (สภาราชบัณฑิต), se convirtió en la Real Sociedad, y el instituto se convirtió en la secretaría de la sociedad, conocida como la Oficina de la Sociedad Real. El decreto concedió muchos nuevos poderes a la Oficina, incluyendo los poderes para gestionar sus propios presupuestos, para proporcionar una formación avanzada en todas las Academias de la Sociedad, y para conferir certificados a los aprendices. Un fondo de asistencia social a los miembros de la Sociedad también fue establecido por este decreto.

## Administración
La administración de la Real Sociedad tiene cuatro divisiones:
La oficina de la secretaría
La división de ciencias morales y políticas
La división de ciencias
La división de artes.
La página web de la Oficina de la Sociedad afirma que cada una de las divisiones tiene su propio personal encargado de los servicios civiles y eclesiásticos y que realizan funciones administrativas y académicas para facilitar el trabajo de los miembros y de los miembros asociados. También dirige y promueve varias actividades académicas.

## Miembros
La comunidad académica de Tailandia puede adquirir una membresía en la Sociedad. La admisión está basada en la importancia de las contribuciones a las áreas de interés de la Sociedad así como en la cantidad de publicaciones. Los niveles de membresía son:
1. Miembros honorarios (ราชบัณฑิตกิตติมศักดิ์)
2. Miembros (ราชบัณฑิต)
3. Miembros asociados (ภาคีสมาชิก)

Entre ellos, el único título que se puede solicitar es el de miembro asociado. Los miembros son nombrados por el rey como expertos de alto nivel dentro de su campo de interés en la Sociedad, escogidos entre los miembros asociados existentes. Los miembros honorarios son igualmente nombrados por el rey y se eligen de los académicos que aún no son miembros de la Sociedad.

## Academias
Los miembros de la Real Sociedad están divididos en tres academias. Cada academia a su vez está dividida en ramas y cada rama incluye varios campos específicos, en un total de 137 disciplinas académicas diferentes.

### Academia de Ciencias Morales y Políticas
| - Filosofía - Metafísica y Epistemología - Axiología - Lógica - Teología - Ciencias Sociales - Jurisprudencia - Ciencia Política y Administración Pública - Sociología y Antropología - Psicología - Trabajo Social y Bienestar Social - Economía - Administración de Empresas - Geografía - Educación - Ciencias de la Comunicación | - Historia - Historia Universal - Historia de Tailandia - Arqueología |  |

### Academia de las Ciencias
| - Ingeniería - Ingeniería y Tecnología Química - Ingeniería y Tecnología Bioquímica - Ingeniería y Tecnología Petroquímica - Ingeniería Civil - Ingeniería de Riegos - Ingeniería de Recursos Hídricos - Ingeniería Eléctrica - Ingeniería Electrónica - Ingeniería de Telecomunicaciones - Ingeniería Mecánica - Ingeniería de Sistemas de Manufactura - Ingeniería Agrícola - Ingeniería Biológica - Ingeniería Aeronáutica - Ingeniería Marítima - Ingeniería de Sistemas - Ingeniería de Minas - Ingeniería Naval - Tecnología - Biotecnología - Tecnología Energética - Tecnología Ambiental - Tecnología de la Comunicación - Tecnología de la Información - Tecnología de Materiales - Tecnología de Polímeros - Tecnología de la Gestión - Nanotecnología - Tecnología Térmica - Tecnología del Ambiente Construido - Ciencias Naturales - Botánica - Zoología y Ciencia Animal - Genética - Química - Física y Astronomía - Matemáticas y Estadística - Ciencias de la Computación - Sistema Tierra y Ciencias Ambientales (Geología/Oceanografía) - Bioquímica - Microbiología - Biología Molecular - Ciencia y Tecnología Agrícola y Veterinaria - Pedología - Ciencias de las Plantas - Recursos Naturales - Entomología - Ciencia y Tecnología de los Alimentos - Biotecnología Agrícola - Ganadería - Pesca - Silvicultura - Veterinaria | - Medicina y Odontología - Obstetricia-Ginecología - Cirugía - Cirugía Ortopédica - Anestesiología - Medicina Interna - Dermatología - Sistema Cardiovascular - Medicina Tropical - Pediatría - Otorrinolaringología - Oftalmología - Psiquiatría - Medicina del Laboratorio - Medicina de la Rehabilitación - Educación Médica - Medicina de Transfusión - Medicina Familiar - Medicina Preventiva y Social - Medicina Comunitaria - Odontología - Ciencias de la Salud - Bioquímica Médica - Medicina Forense - Parasitología - Farmacología - Inmunología - Fisiología - Toxicología - Anatomía - Ciencias Farmacéuticas - Tecnología Médica - Patología - Radiología - Fisioterapia - Enfermería - Salud Pública - Epidemiología - Ciencia Nutricional |  |

### Academia de Bellas Artes
| - Artes de la Literatura - Lenguas Clásicas - Lingüística - Letras Antiguas - Literatura Local - Prosa - Poesía - Literatura Comparada - Lengua Tailandesa - Lenguas Tai - Lenguas y Literaturas Extranjeras Orientales - Lenguas y Literaturas Extranjeras Occidentales - Traducción e Interpretación - Artes de la Arquitectura - Arquitectura - Arquitectura Tailandesa - Arquitectura Popular - Planeamiento Urbanístico - Diseño Urbano - Arquitectura de Interiores - Arquitectura del Paisaje - Arquitectura Naval - Historia de la Arquitectura | - Bellas Artes - Pintura - Escultura - Estampación - Fotografía - Arte Tailandés - Drama - Drama Clásico Tailandés - Música - Música Clásica Tailandesa - Artes Aplicadas - Diseño Interior - Artes Industriales - Artes Menores |  |

## Obras

### Diccionario del Real Instituto
Tal vez la obra más conocida del Real Instituto es el Diccionario (พจนานุกรม ฉบับราชบัณฑิตยสถาน, a veces se encuentra en publicaciones en lengua inglesa abreviado con las siglas RID). El Real Instituto ha publicado tres ediciones totalmente revisadas del diccionario y muchas reimpresiones con revisiones menores. Cada una de las revisiones mayores del diccionario está asociada a un año significativo de la historia de Tailandia, aunque en el caso de la edición de 1999 se publicó unos años después.
La metodología del Comité de Revisión del Diccionario del Real Instituto se ha mantenido prácticamente sin cambios por más de 70 años. Es elaborado por un comité relativamente pequeño de estudiantes experimentados de Thai. Se reúnen por lo menos una vez por semana y trabajan en la edición anterior del diccionario revisando las voces alfabéticamente, voz por voz proponiendo nuevos sentidos y voces a medida que avanza el trabajo. Una vez que terminan la revisión de todas las voces hasta el final del alfabeto, se envía a publicar una nueva edición del Diccionario del Real Instituto.

#### Edición de 1950
En 1950 fue publicada la primera edición del Diccionario del Real Instituto. En realidad se trataba de una revisión de un diccionario más antiguo que había sido publicado por el gobierno de Tailandia en 1927.
El trabajo comenzó en 1932 cuando la responsabilidad de producir un diccionario oficial todavía correspondía al Ministerio de Educación (conocido como Krom Thammakan, กรมธรรมการ). Cuando se había avanzado fue transferido al Real Instituto en 1934, si bien el comité de trabajo siguió el mismo en cuanto a miembros y metodología. Desde la primera reunión del Comité de Revisión del Diccionario el 5 de octubre de 1932 hasta la publicación de la primera edición el 8 de marzo de 1950, se realizaron un total de 1.299 reuniones. Hasta 1942 el comité realizaba reuniones semanales. Desde este momento hasta 1949 se reunía dos veces por semana. El último año, a partir de 1949, como el diccionario estaba casi completo, el comité se reunía tres veces por semana. El comité original consistía en siete miembros en 1932, que fue aumentando progresivamente hasta llegar a quince miembros en el momento de la publicación en 1950. Dos de los miembros del comité original, así como otro miembro de los que se incorporaron posteriormente, murieron antes de que el trabajo de revisión estuviera concluido.
El Diccionario del Real Instituto de 1950 (RID 1950) fue el diccionario estándar de tailandés por más de 30 años, con 20 reimpresiones y un total de 187,000 copias.

#### Edición de 1982
La edición de 1982 del Diccionario del Real Instituto fue publicada en 1982, en conmemoración del 200 aniversario del establecimiento de Bangkok como capital de Tailandia por el rey Rama I.
En 1976 el primer ministro Tanin Kraivixien mandó hacer una revisión del RID 1950 como parte de un esfuerzo para promover el conocimiento de la lengua común entre los ciudadanos tailandeses. Este proyecto se proponía como una actualización del diccionario de manera que incluyera nuevas palabras que se habían convertido en parte del acervo común, particularmente términos inventados por el Real Instituto que habían ganado un uso bastante amplio entre la población, así como palabras que se habían pasado por alto o habían sido omitidas en la edición anterior. El proyecto del Real Instituto de realizar un diccionario íntegro fue presentado y aprobado por el ministro Tanin y su gabinete el 28 de diciembre de 1976. La realización del proyecto fue decretado oficialmente al día siguiente con la indicación de completar el nuevo diccionario en un año.
Al final del primer año, el Comité de Revisión del Diccionario pidió una prórroga de un año para así poder procesar la gran cantidad de sugerencias y peticiones recibidas, dado el gran interés mostrado en este proyecto por los organismos de gobierno y por el público en general. Al término del segundo año se pidió una prórroga de siete meses más, seguida de otra prórroga de tres meses más hasta que la revisión se pudo terminar. En total, el comité se reunió 280 veces, la primera vez el 22 de febrero de 1977 y la última el 27 de diciembre de 1979. 
El Diccionario del Real Instituto de 1982 (RID 1982) fue el diccionario común de Thai por más de veinte años, con seis reimpresiones y un total de 280 000 copias.
En 1996, en colaboración con el Thailand National Electronics and Computer Technology Center (Centro nacional de electrónica y tecnología computacional de Tailandia) (NECTEC), se produjo una versión limitada del RID 1982 en CD-ROM para celebrar el 50 aniversario del reinado del rey Bhumibol. Se hicieron doce mil discos, de los cuales 8.000 fueron distribuidos por todo el país entre los estudiantes y los demás fueron enviados sobre pedido a las personas interesadas.
Con la sexta y última reimpresión de 60 000 copias en 1996 y la versión electrónica se creía que se podría cubrir la demanda del diccionario hasta completar su nueva edición programada para 1999. Sin embargo, no fue así y se decidió la creación de una versión electrónica del RID 1982 consultable vía internet para así aliviar la gran cantidad de pedidos que se recibían. Esta versión estuvo en línea de 1996 a 2007, año en que fue sustituida por la versión electrónica del RID 1999.

#### Edición de 1999
La edición de 1999 del Diccionario del Real Instituto fue publicada por primera vez en 2003. Fue llamada edición de 1999 en conmemoración del sexto ciclo (72 cumpleaños) de su majestad el Rey Bhumibol Adulyadej que se había celebrado ese año.
El RID 1999 continúa siendo la edición común del diccionario de Thai. Ha tenido una reimpresión de 200.000 copias. La versión electrónica fue puesta en línea en 2007.

#### Edición de 2011
El 5 de abril de 2012, Kanokwalee Chuchaiya, secretaria general del Real Instituto, anunció que el Instituto había terminado la revisión de la edición de 1999, y que el gabinete de Yingluck Shinawatra había aprobado los presupuestos para la publicación de la nueva edición en 100.000 copias. La impresión de estas copias se completó a finales de 2013, pero solamente fueron distribuidas a las agencias gubernamentales e instituciones educacionales. Las otras 50.000 copias fueron publicadas más tarde para las ventas.
Además de las palabras revisadas, esta nueva edición contiene cientos de nuevas palabras habiendo estado en uso regular tras la publicación de la edición anterior, incluyendo los términos jurídicos y políticos, nombres de plantas, animales, dulces tradicionales, etc., coloquialismos y argots.
Aunque la edición fue lanzada en 2013, se llama la edición de 2011 para conmemorar el 84.º cumpleaños del rey Bhumibol Adulyadej en 2011. El 27 de mayo de 2013, Yingluck Shinawatra anunció la derogación de la edición de 1999 y su sustitución por el edición 2011. El anuncio fue publicado en la Gaceta Real el 13 de julio de 2013.

### Real Sistema General Tailandés de Transcripción
La Sociedad ha establecido y emitido el Real Sistema General Tailandés de Transcripción que se trata de la manera oficial de transcribir palabras del idioma tailandés al alfabeto latino.

### Principios de transliteración de los extranjerismos
La Sociedad ha establecido y emitido unas normas oficiales de transliteración y transcripción de los extranjerismos al alfabeto tailandés. Cuenta actualmente con las reglas para escribir palabras tomadas de los idiomas inglés, alemán, francés, español, italiano, ruso, árabe, hindi, malayo (con las variedades malasia e indonesia), vietnamita, chino mandarín, coreano y japonés.